# ガーデンシティーゴルフクラブ
ガーデンシティーゴルフクラブ（英: Garden City Golf Club）はニューヨーク州ガーデンシティーにある会員制ゴルフコース。1899年に創立され、「ガーデンシティーメンズクラブ (Garden City Men's Club)、あるいは同じ市にあるガーデンシティーカントリークラブやチェリーバレークラブと区別するため、シンプルに「メンズクラブ」とも呼ばれる。米国では数少なくなった男性会員限定ゴルフクラブである。 
1897年5月29日に、ガーデンシティーホテルのゲスト用として9ホールのコースが作られ、アイランドゴルフリンクスという名称で開業した。設計はデベロー・エメットで、すぐに距離6,000ヤードの18ホールに拡張され、その時点での米国最長ゴルフコースとなった。拡張工事後の1899年5月17日にガーデンシティーゴルフクラブに編入された。クラブハウスはリチャード・ハウランド・ハントの設計による。 
1902年には全米オープンを開催し、ローリー・オークターロニーが優勝した。この大会では初めて4ラウンド全てで80を下回る打数が記録された。同大会ではガーデンシティーゴルフクラブの創立メンバーであるアマチュアプレーヤーのウォルター・トラビスが2位に入った。数年後、トラビスは自分のホームコースの改修を実施し、バンカー増設やグリーンの変更を行った。ガーデンシティーゴルフクラブで開催された1908年の全米アマチュア選手権のマッチプレー準決勝で、トラビスは18番グリーン脇にある自分が作ったポットバンカーに入れてしまい、それがもとでジェリー・トラバースに敗北した。この1908年のほかにも1900年、1913年、そして1936年に全米アマが開催されている。また、1924年のウォーカーカップもここガーデンシティーで開催された。 
トラビスの死後、1927年にそれまで「スプリングインビテーショナル」と呼ばれていた、ガーデンシティーを会場とする大会の名称を「ウォルター・J・トラビス インビテーショナル」に変更した。1902年から毎年開催されているこの大会は、今ではニューヨーク都市圏のミッドアマチュアゴルフの最高峰とされている。 
2013年、ガーデンシティーゴルフクラブはゴルフマガジン誌の全米トップ100コースの26位にランクされた。同誌の世界トップ100コースでは47位に入った。ゴルフダイジェスト誌の全米100ゴルフコースでは55位、ニューヨークシティーにあるゴルフ場に限ると9位だった。 